# Matthias Sindelar

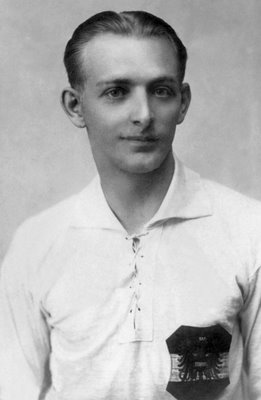
Matthias Sindelar im Trikot der österreichischen Nationalmannschaft

Matthias Sindelar (* 10. Februar 1903 in Koslau bei Iglau, Österreich-Ungarn als Matěj Šindelář; † 23. Jänner 1939 in Wien) war ein österreichischer Fußballspieler, Mittelstürmer und Kapitän des legendären Wunderteams. Er wurde mehrfach als bester Fußballer Österreichs des 20. Jahrhunderts ausgezeichnet und ist ein großes Idol des österreichischen Fußballs.
Sindelar war tschechischer Abstammung, kam bereits als Kind mit der Familie nach Wien und wuchs im Arbeiterbezirk Favoriten auf. In seinen ersten Jahren als Fußballspieler beim ASV Hertha Wien erlitt er eine schwere Knieverletzung, woraufhin er stets einen Kniestrumpf trug, der zu seinem Markenzeichen wurde. Aufgrund seiner schmächtigen Statur erhielt er den Spitznamen Der Papierene. Seine größten Erfolge feierte er gegen Ende der Zwischenkriegszeit bei der Wiener Austria, mit der er zweimal den Mitropapokal gewann.
Sindelars Karriere endete mit dem Einmarsch der deutschen Wehrmacht am 12. März 1938. Sein rätselhafter Tod zehn Monate später gibt noch heute Anlass zu Spekulationen.

## Jugend

### Kindheit und frühe Jugend

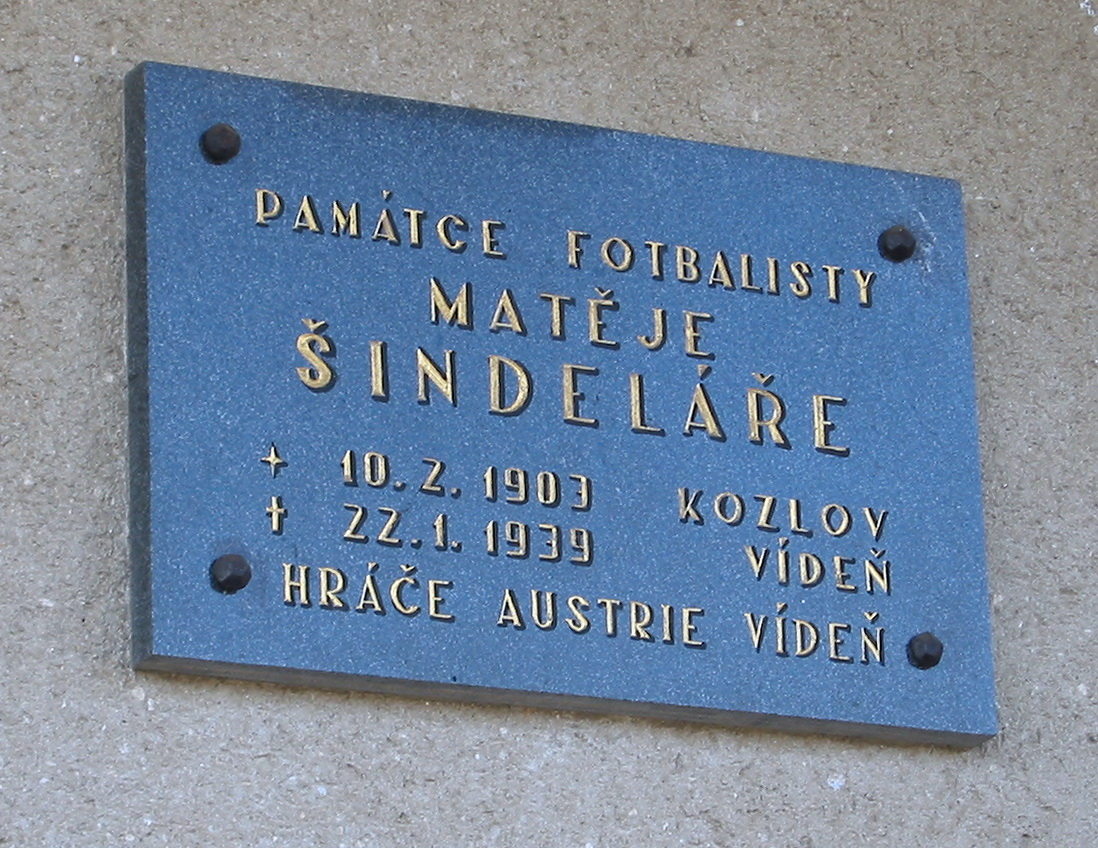
Gedenktafel am Fußballplatz in Sindelars Geburtsort Koslau

Am 10. Februar 1903 wurde Matthias Sindelar im kleinen mährischen Dorf Koslau in der Iglauer Gegend geboren. Die Familie war arm. Der Vater war Maurer, die Mutter kümmerte sich um die vier Kinder. Als Matthias drei Jahre alt war, suchte die Familie, wie viele andere Tschechen in Wien, eine bessere Zukunft in der Reichshaupt- und Residenzstadt der Donaumonarchie.
Die Familie Sindelar zog in den 10. Wiener Gemeindebezirk Favoriten und mietete eine kleine Wohnung in der Quellenstraße 75. Die zugezogenen Arbeiterfamilien blieben meist arm und wurden von den Einheimischen abschätzig Ziegelböhmen genannt, weil sie oft in den favoritner Ziegeleien arbeiteten.
Die Verhältnisse, in denen „Motzl“, so der neue Spitzname Sindelars, aufwuchs, waren dementsprechend bescheiden. In Wien begann er bald gemeinsam mit anderen Arbeiterkindern dem „Fetzenlaberl“ (einem aus Stoffresten genähten Ball) auf der „Gstätten“ (Wiener Bezeichnung für verwilderten Platz) hinterherzujagen und fiel bereits früh ob seiner Dribblings auf. Fußball bildete zu jener Zeit nicht nur eine Ablenkungsmöglichkeit vom Alltag, sondern für Arbeiterkinder auch eine der wenigen Aufstiegsmöglichkeiten.
Das Jahr 1917 brachte einen schweren Schlag für die Familie Sindelar. Der Vater fiel im Ersten Weltkrieg an der Isonzo-Front, die Mutter musste von da an versuchen, ihre vier Kinder alleine zu versorgen. Matthias Sindelar begann mit 14 Jahren eine Schlosserlehre, um seine Familie zu unterstützen, und versuchte gleichzeitig, in die Jugendmannschaft eines Favoritner Fußballklubs aufgenommen zu werden.

### Die ersten Jahre beim ASV Hertha
Im Jahre 1918 wurde das Fußballer-Talent des jungen Matthias Sindelar von Karl Weimann erkannt. Dieser, von Beruf Lehrer, suchte junge Spieler für Vereine in Favoriten und organisierte deshalb öfters kleine Trainings. Sindelar konnte in die Jugendmannschaft des ASV Hertha eintreten. Das Stadion des Vereins, der während des Zweiten Weltkriegs aus wirtschaftlichen Gründen zugrunde ging, befand sich neben Sindelars Haus, ebenfalls in der Quellenstraße an der Ecke zur Steudlgasse.
Neben dem Fußballtraining absolvierte Sindelar weiterhin seine Schlosserlehre, ergriff diesen Beruf jedoch später nicht.
In der Jugendmannschaft der „Blau-Weißen“, wie Hertha nach den Vereinsfarben genannt wurde, fiel Sindelar bald durch seine ausgefeilte Technik und sein „körperloses“ Spiel auf. Er versuchte Zweikämpfe zu vermeiden, in denen er auf Grund seiner eher schmächtigen Statur meist unterlegen wäre. Bei Hertha erhielt er auf Grund dieser Charakteristik seines Spiels seinen endgültigen Beinamen „der Papierene“. Mit 18 Jahren debütierte Sindelar in der Kampfmannschaft in der österreichischen Meisterschaft und erzielte bereits in seiner Premierensaison seine ersten Erstligatore. Im darauf folgenden Spieljahr avancierte er zum Stammspieler der Blau-Weißen.
Im Jahr 1923 zog sich Sindelar bei einem folgenschweren Sturz im Schwimmbad eine schwere Meniskusverletzung zu, wodurch seine noch junge Karriere bereits wieder beendet schien. Anhaltende Knieschmerzen machten eine Meniskusoperation nötig, die dank des Arztes Hans Spitzy hervorragend glückte. Zur Sicherheit trug Sindelar von da an das rechte Knie immer bandagiert. Der Kniestrumpf wurde im Laufe seiner weiteren Karriere zu seinem Markenzeichen. Aus Angst vor einer neuerlichen Verletzung, die das Ende seiner Karriere bedeutet hätte, verstärkte er zunehmend sein elegantes Spiel ohne Körperkontakt, das ihn so berühmt machte.
Im Jahr 1924 schlitterte Hertha schließlich in eine finanzielle und sportliche Krise. Der unglückliche zehnte Platz bedeutete den ersten Abstieg in der Vereinsgeschichte. Um die angehäuften Schulden abdecken zu können, mussten mehrere Spieler, darunter auch Sindelar, verkauft werden. Der Stürmer erwog kurze Zeit, Wien zu verlassen und nach Italien zu Triest zu gehen. Der Verein, der damals noch zur Gänze aus österreichischen Spielern bestand, spielte eine wichtige Rolle in der italienischen Meisterschaft. Sindelar entschloss sich jedoch, in Wien zu bleiben, und wechselte im Sommer 1924 zu den Amateuren, die wenige Wochen vor Sindelars Beitritt ihren ersten Meistertitel erringen konnten. Der technikbetonten Spielweise der Amateure kam zudem auch Sindelars Spiel entgegen.

## Die Erfolge

### Die ersten Jahre bei den Amateuren
Der Mittelstürmer hatte anfangs kleine Schwierigkeiten bei den Amateuren. Dem schmächtigen Blondschopf gelang es vorerst nicht, sich in der Kampfmannschaft zu behaupten. Diese Probleme währten allerdings nur kurz. Durch seine technisch hoch versierte Spielweise zog er immer mehr Zuschauer in seinen Bann und wurde bald zu einem der Lieblingsspieler der Amateure-Anhänger. Dennoch sorgten zur damaligen Zeit noch andere Spieler bei dem in Ober St. Veit beheimateten Klub für die Erfolge. Nach dem Cupsieg und Vizemeistertitel 1925 gelang 1926 der Gewinn des Doubles. Herausragende Offensivkräfte waren Gustav Wieser und Viktor Hierländer, die gemeinsam 47 Meisterschaftstreffer in nur 20 Spielen erzielten. Den größten Einfluss auf die Spielweise des Mittelstürmers hatten jedoch die ungarischen Brüder Jenő und Kálmán Konrád.
In den folgenden Saisonen spielte Sindelar eine immer größere Rolle bei Austria Wien, wie sich die Amateure ab November 1926 nannten, sportliche Erfolge blieben jedoch vorerst aus. 1927 war er mit 18 Toren zwar bester Schütze seines Vereins, dieser belegte jedoch nur den 7. Rang in der Meisterschaft. In den beiden folgenden Saisonen reichte es für die Austria gar nur für Platz acht. Einziger Lichtblick blieb der Cup – 1927 und 1930 gelang der Titelgewinn. Trotz der eher mittelmäßigen Erfolge der Austria galt Sindelar weiterhin als Aushängeschild des Vereins und als einer der populärsten Spieler in Wien.
So konnte er bereits im Jahre 1926 für die österreichische Nationalmannschaft gegen die Tschechoslowakei debütieren. Sindelar erzielte in Prag den Siegestreffer zum 2:1-Erfolg. Auch in seinen nächsten beiden Länderspielen 1926 blieb Sindelar erfolgreich. Beim 7:1-Kantersieg gegen die Schweiz traf er zwei Mal, beim Sieg gegen Schweden einmal. Dies war auch der Grund, warum zum damaligen Zeitpunkt zahlreiche Vereine großes Interesse an dem jungen Techniker hatten, der doch bei der so „erfolglosen“ Austria unter Vertrag war. So versuchten neben dem damaligen Rekordmeister SK Rapid Wien auch Slavia Prag und Arsenal London, den Wiener zu einem Wechsel zu bewegen. Letztere boten Sindelar nach dem legendären Länderspiel gegen England 1932 sogar 40.000 Pfund an.

### Wunderteam
Matthias Sindelar wurde von Hugo Meisl, dem Verbandskapitän der österreichischen Fußballnationalmannschaft, ab 1928 für 14 Spiele nicht mehr aufgestellt. Ursache hierfür war eine Niederlage gegen eine süddeutsche Auswahl, bei der Sindelars Dribbling und Scheiberlspiel, sein trickreiches Kurzpass-Spiel also, auf schneebedecktem Boden zu zahlreichen Ballverlusten führte. Der Stürmer meinte bei der Heimreise auf die Frage, warum das Team verloren habe, zu Fritz Gschweidl: „Weißt Fritz warum ma nicht gwonnen haben? Mia hätt’n no mehr scheiberln müssn!“ Hugo Meisl, dem diese Spielart in dieser Form widerstrebte, stellte daraufhin Sindelar aus der Mannschaft. Der Druck der Fans, Journalisten und Sportfachleute auf Meisl, Sindelar wieder einzusetzen, wurde jedoch immer größer. Bei einer verbalen Auseinandersetzung mit einigen Pressevertretern im Wiener Ring-Café am Stubenring gab Meisl 1931 schließlich den Sportjournalisten nach und warf ihnen mit den Worten „Da habt’s euer Schmiranskiteam!“ einen Zettel mit der von ihnen gewünschten Aufstellung für das bevorstehende Schottland-Spiel hin. Sindelar und auch Friedrich Gschweidl kehrten ins Team zurück. Sindelar besetzte die Position des Mittelstürmers. Das erste Spiel nach der Rückkehr Sindelars in der neugebildeten Nationalmannschaft gewannen die Österreicher auf der Hohen Warte gegen die favorisierten Schotten am 16. Mai 1931 vor 60.000 Zuschauern vollkommen überraschend 5:0. Schottland war bis dato auf dem europäischen Festland noch ungeschlagen gewesen. Dieser Sieg war der Beginn des erfolgreichsten Siegeszugs in der Geschichte der österreichischen Nationalmannschaft, des Wunderteams, wie es bald genannt wurde. Hierzu zählen unter anderem der 6:0-Kantersieg in Berlin gegen das Deutsche Reich sowie der 5:0-Sieg zwei Wochen später im Revanche-Spiel in Wien, wobei Sindelar drei Tore erzielte. Die Schweiz wurde in Folge 8:1 geschlagen, Frankreich 4:0, Italien 2:1, Belgien 6:1, Schweden 4:3. Das wahrscheinlich beste Spiel seiner Nationalmannschaftskarriere absolvierte Sindelar jedoch gegen den damaligen großen „Erzfeind“ Ungarn am 24. April 1932. Ungarn war damals noch, wie Österreich, eine der besten Mannschaften der Welt. Österreich gewann 8:2, Sindelar brachte Österreich bereits früh durch zwei Tore in Führung, konnte vor der Pause noch ein weiteres Tor erzielen und bereitete alle fünf weiteren Treffer vor.
1932 gewann Österreich mit Sindelar als Kapitän den Europapokal der Fußball-Nationalmannschaften, den Vorläufer der heutigen Europameisterschaft.
Die einzige Niederlage des Wunderteams brachte der damaligen Nationalmannschaft wohlgleich die größte internationale Anerkennung ein. Die Mannschaft um Kapitän Sindelar reiste mit dem Zug nach London, um am 7. Dezember 1932 gegen die englische Nationalmannschaft anzutreten. England war zu Hause bislang ungeschlagen und sollte es auch weitere 21 Jahre bleiben. Noch hatte es bislang keine Mannschaft vom europäischen Festland geschafft, mehr als ein Ehrentor gegen die Engländer zu Hause zu erzielen. Die RAVAG übertrug das Spiel live auf den Wiener Heldenplatz. Im Stadion an der Stamford Bridge lagen die Österreicher jedoch bereits zur Pause mit 2:0 zurück, ehe sie in der zweiten Halbzeit ihr berühmtes Kombinationsspiel aufzogen. Man schaffte drei Mal den Anschlusstreffer, Sindelar erzielte das 3:2. Österreich verlor am Ende jedoch 4:3, da Adolf Vogl kurz vor Schluss noch die Ausgleichschance vergab. Das technisch hochwertige Spiel der Österreicher wurde vor allem von den britischen Journalisten gelobt, noch heute erinnert eine Gedenktafel in Wembley an das berühmte Spiel. Die Ära des Wunderteams um Sindelar endete schließlich mit der 1:2-Heimniederlage gegen die Tschechoslowakei am 9. April 1933, nachdem man zuvor noch in Prag gewonnen hatte.

### Mitropacup 1933
In der Meisterschaft blieb Sindelars Verein Austria weiterhin mittelmäßig und schaffte dadurch nie die Qualifikation zum Mitropapokal, dem Vorläufer des heutigen Europapokals beziehungsweise der Champions League. 1933 erreichte man wiederum nur den sechsten Platz in der Tabelle und konnte nur dank dem Sieg im Cup im Finale gegen den Floridsdorfer AC nach sechs gescheiterten Qualifikationsversuchen in Folge um die wichtigste Trophäe des kontinentaleuropäischen Vereinsfußballs teilnehmen. Die erste Teilnahme am Mitropacup schien jedoch bald beendet. Im Viertelfinalhinspiel bei Slavia Prag verlor die Mannschaft um Sindelar mit 3:1, doch vor 32.000 Zuschauern in Wien konnte beim Rückspiel ein 3:0-Sieg errungen werden, wobei Sindelar den entscheidenden Treffer schoss. Im Halbfinale traf Austria Wien auf Juventus Turin. Bereits nach drei Minuten führten die Veilchen, wie die Wiener Austria wegen der violetten Vereinsfarbe auch genannt wird, vor 50.000 Zuschauern durch ein Tor von Sindelar. Mit einem Gesamtergebnis von 4:1 stieg man schließlich ins Mitropacupfinale auf.
Im Finale stieß Sindelars Mannschaft auf Inter Mailand, damals noch Ambrosiana Inter Mailand, mit ihrem Star-Stürmer Giuseppe Meazza. Vor italienischem Publikum geriet die Austria 2:0 in Rückstand, doch Viktor Spechtl konnte noch kurz vor Abpfiff den 2:1-Anschlusstreffer erzielen. Zum Spiel in Wien am 8. September 1933 kamen 60.000 Zuschauer ins Wiener Stadion. Zwei Sindelar-Tore brachten die Veilchen bis kurz vor Schluss in Front, ehe Giuseppe Meazza fünf Minuten vor Schluss mit einem Tor das Hinspielergebnis von Mailand egalisierte. Dies hätte ein Entscheidungsspiel bedeutet. Doch eine Minute vor Spielende schnappte sich Sindelar erneut den Ball und machte mit seinem dritten Tor an dem Abend die Austria Wien zum Mitropacupsieger.

### Weltmeisterschaft 1934
1934 reiste Sindelar mit dem österreichischen Nationalteam zur Fußballweltmeisterschaft ins faschistische Italien. Die heimischen Fans erwarteten, rückblickend auf die Siegesserie der vergangenen Jahre, den Titelgewinn. Vom einstigen Wunderteam waren jedoch die meisten Spieler längst ins Ausland, insbesondere nach Frankreich, gewechselt, wo sie besser verdienten, und standen somit der Nationalmannschaft nicht mehr zur Verfügung, da zur damaligen Zeit wegen der langen Reisezeiten weder eine vernünftige Beobachtung durch den Teamchef noch eine regelmäßige Teilnahme an den Spielen zumutbar war. Hinzu kam eine dilettantische Vorbereitung und Verletzungspech. Während der Weltmeisterschaft wurden noch wichtige Nachtragsspiele der österreichischen Meisterschaft abgehalten, zu denen Spieler wie der Wunderteamstürmer Hansi Horvath einberufen wurden. Beim hart geführten Qualifikationsspiel gegen Bulgarien (6:1) wurde Walter Nausch so schwer verletzt, dass eine Teilnahme an der Weltmeisterschaft nicht mehr möglich war. So fehlten insgesamt sieben Spieler des Wunderteams bei der Reise nach Italien. Trainer Jimmy Hogan und Betreuer mussten aus finanziellen Gründen auf die Mitfahrt verzichten.
Das erste Spiel gegen Frankreich konnte schließlich nur mit Mühe mit 3:2 nach Verlängerung gewonnen werden – bislang erzielte man gegen die Franzosen zumindest immer 4 Treffer, kassierte höchstens einen. Sindelar traf hierbei nach einem Freistoß von Schall an die Stange zum zwischenzeitlichen 1:1 und legte den Ball in der Verlängerung ideal für Josef Bican auf, der diesen aus acht Metern Entfernung wuchtig zum 3:1 einschoss. Im Viertelfinale lief es ein wenig besser für das Team Sindelars. Im Klassiker gegen Ungarn ging man 2:0 in Führung, ein Elfer brachte die Ungarn allerdings noch auf 2:1 heran. Mit diesem Erfolg stand er mit der österreichischen Nationalelf im Weltmeisterschafts-Halbfinale, wo man auf die Mannschaft des Gastgebers traf und knapp in einem skandalösen Spiel mit 0:1 verlor.
Österreich begann sehr ambitioniert und vergab in der Anfangsphase bereits eine große Chance durch Sindelar. In der 18. Minute jedoch brach der Italiener Orsi am linken Flügel durch und flankte zur Mitte. Platzer sprang hoch und konnte den Ball fangen, wurde aber von Meazza und Schiavio gefoult und im Fallen über die Torlinie gestoßen. Stark benommen blieb Platzer am Boden liegen, der schwedische Schiedsrichter Eklind, tags zuvor noch Ehrengast Benito Mussolinis, erkannte trotz dieser offensichtlichen Regelwidrigkeit das Tor an. In der zweiten Spielzeit kam der nächste Verstoß des Schiedsrichters, als er eine auf Zischek, der allein vor Torhüter Combi stand, zugehende Flanke absichtlich wegköpfelte. Jahre später stellte sich heraus, dass die Schiedsrichter bestochen waren; Österreich war indes im Halbfinale ausgeschieden. Für Sindelar wäre die Weltmeisterschaft nach den harten Attacken der Italiener ohnedies verletzungsbedingt zu Ende gewesen – einer Teilnahme am Spiel um Platz drei gegen das Deutsche Reich, in dem man unterlag, musste er, wie auch Sturmpartner Anton Schall, zudem absagen. Trotz des 4. Platzes wurde das „Plunderteam“, wie die enttäuschte Öffentlichkeit das Team nach dem Nichterfüllen der hohen Erwartungen spöttisch nannte, bei der Ankunft am Wiener Südbahnhof mit Pfiffen und Pfuirufen empfangen.

### Mitropacup 1936
Nach der Enttäuschung bei der Weltmeisterschaft konnte Sindelar wieder mit der Austria Erfolge feiern; zwar nicht in der Meisterschaft, dafür im Mitropacup. Der Sieg im Cupfinale mit 5:1 über den Wiener AC, wobei Sindelar wie auch im Halbfinale einen Doppelpack erzielte, brachte erneut die Teilnahme im Mitropapokal. Hier stellte Sindelar wiederum seine Ballverliebtheit und Treffsicherheit unter Beweis. Im Achtelfinale traf die Austria auf Inter Mailand, gegen die man im San Siro bald mit 5:0 führte. Der Austria-Präsident Michl Schwarz war alles andere als erfreut über den Spielverlauf – er befürchtete, in Wien keine Zuschauer zu haben. Ins Stadion im Prater kamen allerdings dennoch 60.000 Zuschauer und sahen drei Treffer Sindelars. Im Viertelfinale traf man auf die damals starke Slavia Prag. Nachdem es nach zwei Spielen unentschieden stand, kam es in Wien zu einem Entscheidungsspiel, welches die Austria klar beherrschte und 5:2 gewann. Für Sindelar verlief das Spiel jedoch zu einfach. Nachdem er beim Stand von 1:0 die ganze Abwehr sowie den Tormann František Plánička ausgespielt hatte, wartete er vor dem leeren Tor, ehe er einen zurückgekehrten Angreifer erneut ausspielte und einschoss. Im Halbfinale waren allerdings auch drei Sindelar-Tore zu wenig: die Austria schied mit 5:6 gegen Ferencváros Budapest aus.
1936 gelang der Cupgewinn abermals, dieses Mal mit 3:0 gegen die Vienna. In der Meisterschaft wurde man hingegen nur Siebenter, ein Jahr zuvor gar nur Achter. International sollte Sindelars Austria in dieser Saison jedoch wieder zu den besten Mannschaften zählen. Auf dem Weg ins Finale erzielten die Veilchen in jedem Heimspiel zumindest drei Tore und konnten sich in den Spielen gegen den Grasshopper Club Zürich in der Vorrunde (4:2), den FC Bologna im Achtelfinale (5:2), Slavia Prag im Viertelfinale (3:1) und gegen Újpest Budapest im Halbfinale (7:2) klar durchsetzten. Im Finalspiel gegen Sparta Prag wollte zu Hause jedoch kein Tor gelingen. Mit einem torlosen Remis fuhr man in die tschechoslowakische Hauptstadt. Vor 60.000 Zuschauern im Letná-Stadion konnte am 13. September 1936 die Austria dank Camillo Jerusalems Siegestreffer zum 1:0 innerhalb von vier Jahren zum zweiten Mal den Mitropacup erobern.

### Die Marke Sindelar
Matthias Sindelar wurde nach Josef Uridil in den 1920er Jahren der große Star des Wiener Fußballs. Seine große Popularität verschaffte ihm zahllose Werbeaufträge für Anzüge, Uhren und Molkereiprodukte. Man konnte sich damals Sindelar-Bälle kaufen, einen Sindelar-Ulster im bekannten Wiener Modehaus Tlapa erstehen oder Sindelar Miag-Fru-Fru essend auf Werbeplakaten bewundern und erfuhr, dass Sindelar glücklicher Besitzer der wertvollen Alpina-Gruen-Pentagon-Uhr sei. In Ungarn wurde Anfang des Jahres 1938 zudem ein erfolgreicher Film – „Roxy und das Wunderteam“ – gedreht, wobei sich der nunmehrige Filmstar selbst spielte.
Matthias Sindelar war jedoch damals schon auf finanzielle Absicherung bedacht. Während seiner Karriere als Profifußballer arbeitete er zudem regelmäßig als Abteilungsleiter der Sportartikelfirma Pohl. Matthias Sindelar wurde von Bekannten und Mitspielern als überaus scheu, sensibel und introvertiert geschildert. Sein Leben lang blieb die Halbwaise Sindelar in Favoriten, in der Wohnung seiner Mutter. Zusätzlich hatte er einen kleinen Schrebergarten, wohin er sich gerne zurückzog (in der Nähe der heutigen Sindelargasse). Sindelar fühlte sich stark mit seiner Heimat verbunden, besorgte etwa regelmäßig Freikarten für die Arbeiterkinder zu den Fußballspielen.

## Tod und Mythos

### Nationalsozialismus
Am 12. März 1938 marschierten die ersten deutschen Soldaten über die österreichische Grenze, und das Land wurde Teil des Deutschen Reiches. Die österreichische Fußballmannschaft, welche sich gerade für die kommende Fußballweltmeisterschaft in Frankreich qualifiziert hatte, wurde aufgelöst. Die neuen Machthaber organisierten allerdings als Versöhnung ein „Anschlussspiel“ zwischen „Ostmark“ und „Altreich“, welches am 3. April 1938 gespielt wurde. Kapitän Sindelar ordnete an, nicht im traditionellen schwarz-weißen Dress zu spielen, sondern in rot-weiß-rot aufzulaufen, dem Auswärtsdress der Österreicher; die Deutschen durften in ihren weiß-schwarzen Heimdressen spielen. Zeitungen berichteten, wie Sindelar in diesem Spiel provokant zahlreiche Chancen vergab und nach seinem Tor zum 1:0 einen Freudentanz vor der Ehrentribüne der Nationalsozialisten vollführte. Reichssportführer Hans von Tschammer und Osten mahnte in der Halbzeitpause zur Ruhe. Österreich gewann das Anschlussspiel schließlich 2:0, den zweiten Treffer erzielte Sindelars Freund Karl Sesta mit einem Freistoß aus 45 Metern Entfernung.
Der österreichische Fußball war am Ende, alle Profifußballerverträge wurden per Beschluss vom 31. Mai 1938 mit sofortiger Wirkung aufgelöst, jüdische Vereine verboten und ihre Spieler festgenommen. Zu diesen jüdischen Vereinen zählte damals auch die Wiener Austria. Ein Großteil der Funktionäre und Spieler floh unmittelbar nach dem Anschluss; der Verein durfte schließlich unter dem Namen SC Ostmark Wien weiter bestehen. Sindelar äußerte sich diesbezüglich, als der Austriapräsident Michl Schwarz seines Amtes enthoben wurde und man verbot, ihn auch nur zu grüßen: „I, Herr Doktor, werd’ Ihna oba immer griaß’n.“ Sindelar wurde in dieser Zeit mehrmals vom Reichstrainer Sepp Herberger in die reichsdeutsche Nationalmannschaft einberufen (unter anderem für die Fußball-Weltmeisterschaft 1938), weigerte sich jedoch, für diese zu spielen.
Nachdem der „verjudete“ Profifußball verboten war, schaffte sich Sindelar mit dem Kauf des Kaffeehauses „Annahof“ ein zweites Standbein. Der Vorbesitzer, ein Jude namens Leopold Simon Drill, musste sein Kaffeehaus unter massivem Druck der Nazis aufgeben. Sindelar erstand das „arisierte“ Kaffeehaus gegen eine Zahlung von 20.000 Reichsmark. Dem später im KZ Theresienstadt ermordeten Drill wurde der Großteil der Kaufsumme durch die NS-Stadtverwaltung vorenthalten. Die NSDAP versuchte bereits früh, Sindelar zu vereinnahmen und verkündete bei der Eröffnung des Kaffeehauses eine große Zukunft des ostmärkischen Fußballs. Der eher „unpolitische“ Sindelar selbst weigerte sich jedoch stets, der Partei beizutreten.
Zuletzt spielte Sindelar am 26. Dezember 1938 mit seiner Austria, die sich nach zahlreichen Protesten der Bevölkerung wieder so nennen durfte, in Berlin gegen Hertha BSC und schoss auch ein Tor. Das Spiel endete mit einem 2:2 unentschieden.

### Der rätselhafte Tod

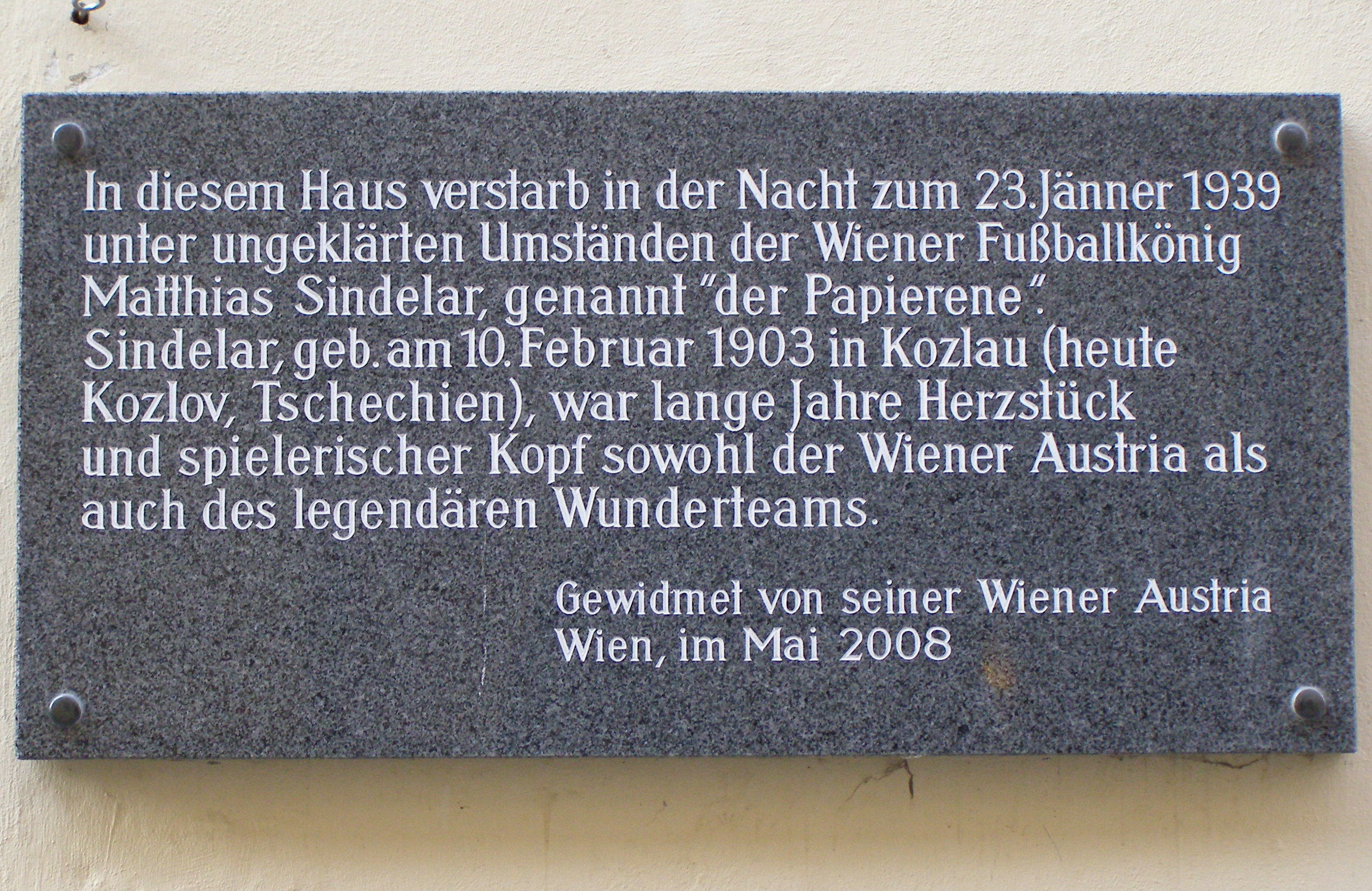
Gedenktafel an Sindelar in der Annagasse 3, Wien

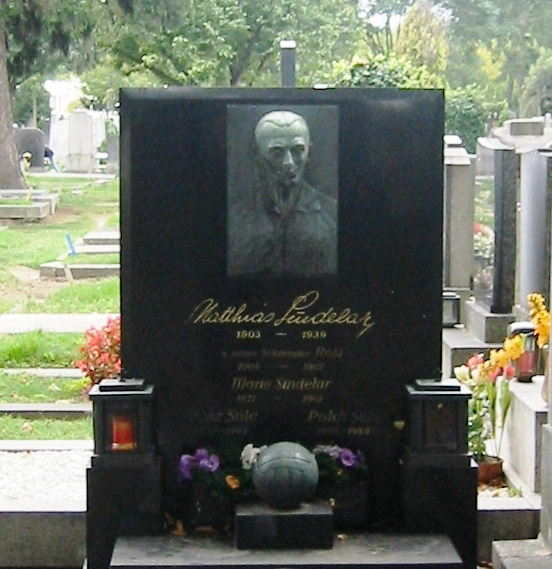
Ehrenhalber gewidmetes Grab Matthias Sindelar

Am 23. Jänner 1939 wurde Sindelar tot auf seinem Bett in der Annagasse 3 (St. Annahof) gefunden, neben ihm lag seine Freundin Camilla Castagnola (auch Kamilla Kastagnola, die Wohnungsinhaberin), die er erst wenige Wochen zuvor kennengelernt hatte. Sie starb einen Tag nach Sindelar, ohne noch einmal zu Bewusstsein gekommen zu sein. Die offizielle Todesursache lautete nach einer durch Philipp Schneider durchgeführten Obduktion „Kohlenoxydgasvergiftung“.
Bis heute gibt es zu seinen näheren Todesumständen zahlreiche Spekulationen. Insbesondere die Kronen Zeitung verbreitete zahlreiche Gerüchte um Sindelars Tod. Man befragte Polizisten, die bestätigten, dass der schadhafte Kamin, der für Sindelars Tod verantwortlich sein sollte, in Wirklichkeit nicht defekt gewesen sei. Des Weiteren wurden Bekannte befragt, die sich allesamt keinen Suizid vorstellen konnten. Nachforschungen der Staatsanwaltschaft „Strafsache Matthias Sindelar gegen unbekannte Täter“ blieben jedoch ergebnislos, die Akte soll während des Zweiten Weltkriegs verschwunden sein.
Über 15.000 Menschen folgten dem Mittelstürmer zu seinem Begräbnis am 28. Jänner 1939 auf dem Wiener Zentralfriedhof (Grablage: erste Reihe der Gruppe 12b). Der jüdische Schriftsteller Friedrich Torberg veröffentlichte nach 1945 ein Gedicht „Auf den Tod eines Fußballspielers“. Auszug:
[…] Es jubelte die Hohe Warte,
der Prater und das Stadion,
wenn er den Gegner lächelnd narrte
und zog ihm flinken Laufs davon -
bis eines Tags ein andrer Gegner
ihm jählings in die Quere trat,
ein fremd und furchtbar überlegner,
vor dem’s nicht Regel gab noch Rat. […]
Die Nationalsozialisten inszenierten das Begräbnis zu einem Staatsakt und versuchten, den Fußballspieler für sich zu vereinnahmen, was jedoch misslang. Bis heute wird jährlich zu Sindelars Todestag eine Trauerfeier an seinem Grabstein abgehalten.

## Auszeichnungen
Matthias Sindelar wurde vom IFFHS in die Liste der 100 besten Fußballer des 20. Jahrhunderts aufgenommen, in der er den 22. Rang belegte. Auch von zahlreichen internationalen Fußballzeitschriften wurde er zur Jahrhundertwende geehrt: Der englische World Soccer reiht Sindelar unter die besten 100 Spieler des 20. Jahrhunderts, im italienischen Guerin’ Sportivo wurde er von dessen „grauer Eminenz“ Adalberto Bortolotti in seine Auswahl der 50 besten Spieler des vergangenen Jahrhunderts aufgenommen.
Seitens der Wiener Austria wurde der Mittelstürmer mit der Umbenennung der Haupttribüne ihres Heimstadions in Matthias-Sindelar-Tribüne gewürdigt.
Der Spielmacher des Wunderteams ruht in einem ehrenhalber gewidmeten Grab der Stadtgemeinde auf dem Wiener Zentralfriedhof (12B-3-11).
Die Stadt Wien benannte 1960 die Sindelargasse in Favoriten nach dem Mittelstürmer. Am 18. März 2004 gab die österreichische Post eine Sindelar-Briefmarke heraus, auf der jedoch sein Vorname falsch geschrieben war.

## Stationen
- ASV Hertha Wien (1918–1924)
- heute unter dem Namen FK Austria Wien: Wiener Amateure SV (1924–1926) / FK Austria Wien (1926–1938) / SC Ostmark Wien (1938–1939)

## Erfolge
- 2 × Mitropapokalsieger: 1933, 1936
- 1 × Österreichischer Meister: 1925/26
- 5 × Österreichischer Cupsieger: 1925, 1925/26, 1932/33, 1934/35, 1935/36
- 1 × Europapokal (vergleichbar mit der heutigen Europameisterschaft): 1931–1932
- 1 × Weltmeisterschaftshalbfinale: 1934
- 43 Länderspiele und 26 Tore[23] für die österreichische Nationalmannschaft von 1926 bis 1937

## Hörspiel über Aufstieg und Tod Sindelars
- 1998: Wilhelm Pellert: Sindelar – Regie: Nikolaus Scholz (Original-Hörspiel – ORF; Erstsendung: 5. Dezember 1998 | 42:15 Minuten)
  - Sprecher u. a.: Wolfgang Böck (Matthias Sindelar), Shlomit Butbul (Judith), Adi Hirschal (Nekovar), Robert Hauer-Riedl (Ferdinand), Günther Franzmeier (Georg) und Gideon Singer (Goldberger)

Nach dem Ende des Hörspiels liest Wolfgang Hübsch ein Gedicht von Friedrich Torberg über Sindelar vor.